# 羅慕路斯、雷穆斯和卡麗熙
羅慕路斯與雷穆斯（英語：Romulus and Remus）是兩隻由美國生物科技公司Colossal Biosciences於2024年10月1日創造的基因改造灰狼。該公司表示，其目標為復現已滅絕的恐狼的部分形態特徵。2025年1月30日，另一隻雌性個體卡麗熙誕生。
據報導，Colossal Biosciences的團隊透過重寫灰狼的內皮祖細胞（EPC細胞）中的14個關鍵基因，成功讓其表現出約20項恐狼的形態特徵。此過程並未直接使用任何遠古恐狼的古代DNA片段，而是透過現代基因工程手段，模擬恐狼的外貌與部分生理特徵。同時表示，這是自恐狼約於一萬年前滅絕以來，首次出現擁有其形態特徵的活個體。該消息於2025年4月對外公布後，引起媒體與學界的廣泛關注。

## 創造
該對被稱為「復活」恐狼的基因改造灰狼，其誕生始於對兩處古代DNA樣本的分析。其一來自美國俄亥俄州懷恩多特郡冰河時期考古遺址謝里登洞穴中距今約13,000年的牙齒化石，其二則為愛達荷州美國瀑布地區約72,000年前的耳骨樣本。 雖然Colossal Biosciences並未直接使用古代DNA進行克隆，但研究團隊透過分析恐狼與現代灰狼間的基因差異，選定14個關鍵基因進行約20項基因改造，以重現恐狼的外觀特徵。
團隊首先從現代灰狼血液中分離出內皮祖細胞，並以CRISPRCRISPR/Cas9基因編輯技術修改14個目標基因，使細胞表現出包括體型增大、頭部變寬及白色毛皮在內的特徵。經修改的細胞核隨後被移植至去核卵細胞中，並在體外培養為胚胎。於45顆基因改造卵細胞中，共有3枚成功發展成可植入的胚胎，最終植入代理母體內孕育。
代理母為挑選自健康、體型足以承載較大型胚胎的家犬混種，名為斯凱拉（Skyla）的犬隻於該項目中扮演關鍵角色。懷孕過程中以超音波定期監控，所有幼狼均於預定時間進行剖腹產出生，以降低風險。

## 特徵與成長
羅慕路斯與雷穆斯於2024年10月1日出生，現居於一處位於美國、佔地2,000英畝、四周設有10英尺高圍欄的保密保護區內。園區內另設6英畝專區，配有獸醫設施、極端氣候庇護所及自然棲地模擬區域。牠們接受全天候的健康監控。牠們的姊妹卡麗熙（Khaleesi）則於2025年1月30日出生，目前三隻狼共同飼養，組成一個小型狼群。
命名方面，羅慕路斯與雷穆斯取自羅馬神話中由母狼哺育的雙胞胎兄弟。牠們幼年時曾被放在电视剧《权力的游戏》中「鐵王座」實體道具上拍照。卡麗熙的名字取自乔治·R·R·马丁的史诗奇幻小说系列《冰与火之歌》（《权力的游戏》电视剧的原著）中的主要角色丹妮莉絲·坦格利安的头衔。在飲食方面，牠們以鹿肉、牛肉、马肉為主食，輔以內臟與專用營養補充品。斷奶後起初採絞碎肉餵食，逐漸過渡至整塊肉類，以培養自然咬合與撕裂本能。飼養人員尚未觀察到牠們與野生動物間的主動獵食行為。
基因改造所呈現的外貌差異包括白色毛皮、更為寬闊的頭部、增大的牙齒與下顎，以及更壯碩的四肢肌肉結構。牠們的叫聲亦顯現出與一般灰狼不同的音頻與模式。行為上，牠們展現出典型狼類習性，包括自出生兩週後開始嚎叫、出現追蹤與狩獵傾向，並對人類保持高度警戒，與家犬的親人行為形成對比。根據Colossal公司尚未經過同行評審的研究結果，恐狼可能具淺色毛皮，但為避免使用部分原始基因所可能引發的失明或耳聾風險，目前這對狼的白色毛皮是透過犬類常見的毛色基因所導入的結果。
截至六個月齡，羅慕路斯與雷穆斯的體長已達約122公分，體重約36.3公斤。預計成體可達183公分長，體重約68公斤。

## 反應
獨立專家對於Colossal Biosciences宣稱這些動物為「復活的恐狼」提出質疑。動物學家菲利普·塞登（Philip Seddon）及奧塔哥大學的古生物學家尼克·羅倫斯（Dr. Nic Rawlence）指出，這些動物實際上是經過基因改造的灰狼雜交種。羅倫斯解釋，古代恐狼的DNA高度破碎，難以構建完整的複製體，且恐狼與灰狼的分化時間介於250萬年至600萬年前。他批評Colossal僅在灰狼基因組中進行極少數的改變（僅於14個基因的20個位置進行變動），因此與灰狼的基因相似度遠高於公司行銷宣稱的程度，並擔心此計畫可能在生物多樣性保育領域傳遞錯誤訊息。
康乃爾大學遺傳學家亞當·博伊科（Adam Boyko）則表示，這些狼只能算是恐狼的「功能性版本」，並非真正物種的復活。 澳洲古DNA研究中心主任傑瑞米·奧斯汀（Jeremy Austin）同樣強調，這些動物「絕無可能被視為恐狼」。他駁斥了貝絲·夏皮羅（Dr. Beth Shapiro）所引用的表型物種定義，並指出恐狼與灰狼之間仍存在數十萬個基因差異。他還質疑，這些所謂恐狼在現代是否具有任何生態棲位，或僅最終淪為動物園展覽品。 多位狼類專家，包括盧西安·大衛·梅赫與路易吉·博伊塔尼也提出相似批評。
根據《時代雜誌》報導，曼丹、希達薩與阿里卡拉族已表示有意讓Colossal Biosciences將這些改造狼釋放至北達科他州西北部、面積達1,000,000英畝（400,000公頃）的伯索爾德堡印第安保留地管制區域。目前，這些狼生活於美國某處面積約2,000-英畝（810-公頃）的生態保護區，確切位置未公開。
《冰與火之歌》作者喬治·R·R·馬丁曾受邀參觀這些狼，並評論道：「也許我記起了前世，在冰河時期曾與狼群一同奔跑。……無論原因為何，我必須說，恐狼復活的消息深深感動了我，自從尼爾·阿姆斯壯登月以來，科學界從未有如此振奮人心的新聞。」
IUCN物種生存委員會旗下犬科專家小組（Canid Specialist Group）隨後正式宣布，這三隻動物既非恐狼，也不構成恐狼的代理種（proxies）。該結論依據IUCN SSC制定的「為保育目的創建滅絕物種代理」指導方針。專家指出，僅製造表型代理種不會改變滅絕物種的保育狀態，反而可能威脅現存物種（如灰狼）。因此，這些所謂代理不符合IUCN SSC的指導原則，當前亦無可佔據的生態棲位，且「不會恢復生態系統功能」，認定Colossal Biosciences的計畫「不具保育貢獻」。Colossal Biosciences隨後發布《Alignment of Colossal’s Dire Wolf De-Extinction Project with IUCN SSC Guiding Principles》以回應批評。

## 另見
- 去滅絕
- 長毛鼠
- 去滅絕物種列表